# 洪納鎮區 (明尼蘇達州雷德伍德縣)
洪納鎮區（英語：Honner Township）是位於美國明尼蘇達州雷德伍德縣的一個行政鎮區。

## 歷史
洪納鎮區於1880年成立，得名自美國政治家及商人約翰·聖喬治·洪納。

## 地方資料
洪納鎮區的面積為9.86平方千米，當中陸地面積為9.32平方千米，而水域面積為0.54平方千米。根據2020年美國人口普查的數據，當地共有人口58人，而人口密度為每平方千米5.88人。